# Georg Alexander Herzog zu Mecklenburg
Georg Alexander Andreas Carl Michael Peter Philipp Ignatius Maria Herzog zu Mecklenburg (* 27. August 1921 in Nizza; † 26. Januar 1996 in Mirow) war ein Verfolgter des NS-Regimes.

## Abstammung
Georg Alexander Herzog zu Mecklenburg wurde als ältester Sohn von Georg Graf von Carlow (1899–1963) und dessen Frau Irina, geb. von Rajevsky (1892–1955) geboren. Sein Ururgroßvater war Großherzog Georg (1779–1860), Regent von Mecklenburg-Strelitz und Bruder von Königin Luise von Preußen (1776–1810), der Ehefrau König Friedrich Wilhelms III. von Preußen. 
Erst 1928 hat Georg Alexanders Vater, der tatsächlich einer russischen Nebenlinie des Großherzoglichen Hauses Mecklenburg-Strelitz entstammte, infolge einer Adoption den bürgerlichen Familiennamen Herzog zu Mecklenburg erhalten. Adelstitel waren in Deutschland zu dieser Zeit bereits abgeschafft und zu Bestandteilen der bürgerlichen Familiennamen umgewandelt worden.

## Leben
Georg Alexander wohnte bis 1940 auf dem bis dahin der Familie verbliebenen Schloss Remplin bei Malchin. In der Nacht zum 11. April 1940 brannte das Schloss ab, mutmaßlich auf Veranlassung der NS-Gauleitung von Mecklenburg-Lübeck, weshalb sich die Familie gezwungen sah, nach Berlin zu ziehen. Nach der Inhaftierung seines Vaters im Konzentrationslager Sachsenhausen wurde er 1944 durch die Gestapo auf einem stauffenbergischen Schloss interniert. Nach 1945 galt er als Verfolgter des NS-Regimes. Er studierte Jura an der Universität in Freiburg und absolvierte danach eine Banklehre. 1951 wurde er Mitglied der katholischen Studentenverbindung KDStV Wildenstein Freiburg im Breisgau im CV, aus der er nach 1969 ausschied.
In Irland betätigte er sich im Auftrag für eine Schweizer Holding viele Jahre als Gutsverwalter und verdiente in Westdeutschland bis zur Wende 1990 sein Geld in der Werbeindustrie.
Auf Basis einer Übereinkunft mit dem Haus Mecklenburg-Schwerin aus dem Jahre 1950 war er von 1963 bis 1996 Chef des Hauses Mecklenburg-Strelitz.
Aufsehen erregte im Jahre 1990 der Antrag Georg Alexanders auf Rückübertragung der während der NS-Diktatur verlorenen Grundstücke in Mecklenburg an seine Familie. Das Verfahren galt als eines der schwierigsten Rückübertragungsverfahren im Vereinigungsprozess und wurde erst zehn Jahre nach seinem Tod Anfang 2006 endgültig im Sinne der Familie und im Einvernehmen mit den Beteiligten abgeschlossen. Georg Alexander hatte es abgelehnt, zur Beschleunigung des Verfahrens zu klagen oder Druck auf die Institutionen auszuüben. Bereits im Sommer 1991 hatte er nach einem Beschluss der Mirower Stadtverordnetenversammlung auf Einladung der Stadt wieder seinen Wohnsitz nach Mecklenburg verlegt und widmete sich insbesondere der Regionalgeschichte und dem Denkmalschutz. So geht z. B. die Restaurierung der Denkmalanlage auf der der Schlossinsel vorgelagerten Liebesinsel auf seine Initiative und Begleitung zurück.
Er wurde 1996 als bisher letztes Familienmitglied in einem nicht öffentlichen Bereich der Fürstengruft in der Johanniterkirche auf der Schlossinsel beigesetzt.

## Familie
Georg Alexander heiratete 1946 Ilona Habsburg-Lothringen (die Ehe wurde 1974 geschieden). Aus dieser Ehe gingen vier Kinder hervor:
- Elisabeth Christine Herzogin zu Mecklenburg (* 1947) ⚭ 1975 Alhard Graf von dem Bussche-Kessell (* 1947), geschieden 1995
- Maria Katharina Herzogin zu Mecklenburg (* 1949) ⚭ 1978 Wolfgang von Wasielewski (* 1951)
- Irene Herzogin zu Mecklenburg (* 1952) ⚭ 1980 Constantin Harmsen (* 1954)
- Georg Borwin Herzog zu Mecklenburg (* 1956) Chef des Hauses Mecklenburg-Strelitz ⚭ 1986 Alice Wagner (* 1958)

## Auszeichnungen
- Großkreuz des Hausordens der Wendischen Krone von Mecklenburg-Strelitz in Erz[1]
- Ehrenkreuz I. Klasse des Fürstlich Hohenzollernschen Hausordens[1]
- Großkreuz des Königlich Montenegrinischen Hausordens von St. Petar[1]
- Großkreuz des Königlich Rumänischen Ordens König Carol II.[1]
- Fritz-Reuter-Medaille für herausragende Verdienste um die Landsmannschaft Mecklenburg

## Mitgliedschaft
- Ehren- und Devotionsritter des Souveränen Malteserordens[1]